# Conognatha sellovii
Conognatha sellovii es una especie de escarabajo del género Conognatha, familia Buprestidae. Fue descrita científicamente por Klug en 1825.